# Dilidjan
Dilidjan (en armeni, Դիլիջան) és una ciutat-resort termal i una comunitat urbana municipal que està situada al municipi de Dilidjan, a la província de Tavuix, Armènia. La ciutat és un dels resorts teermals més importants d'Armènia i està en el Parc Nacional de Dilidjan. A la ciutat hi ha edificis tradicionals armenis i és la llar de nombrosos artistes, compositors i directors de cinema.
El carrer Sharambeyan, al centre de la ciutat, és el cor de la ciutat antiga i hi ha tallers artesanals, galeries i un museu. Segons el cens, Dilidjan té una població de 17.712 habitants. Al 2022 té una població de 15.914 habitants.

## Etimologia
Segons una antiga llegenda, el nom de la ciutat de Dilidjan prové d’un pastor anomenat Dili, enamorat de la filla del seu amo. El pare de la noia, contrari a la relació, va ordenar l’assassinat del jove pastor. La seva mare, profundament afligida, el va buscar durant molts dies i nits per tota la contrada, cridant desesperadament: “Dili jan, Dili jan”, una expressió d’afecte pròpia de l’armeni. Segons la tradició popular, amb el temps la regió prengué el nom de Dilidjan en record del jove.

## Història

### Edat antiga i mitjana
El territori de l’actual Dilidjan, antigament conegut com Hovk, formava part del cantó Varazhnunik de la província d’Airarat, dins la Gran Armènia històrica.
En les excavacions realitzades a la dècada de 1870, es descobreixen nombroses peces de valor arqueològic datades entre el final del bronze i l’inici de l’edat del ferro (entre el 2000 i el 1000 aC). Part d’aquestes col·leccions foren traslladades a museus de Moscou, Sant Petersburg, Tbilissi, Bakú i Yerevan, mentre que la resta restà al Museu Geològic de Dilidjan.
En època medieval, la zona de Dilidjan era coneguda com Hovk i servia com a bosc i estada d’estiu per a la caça dels reis arsàcides. Durant el segle XIII, es fundà el llogaret de Bujur Dili, prop de l’actual ciutat. Entre els segles X i XIII es construïren els monestirs de Haghartsin i Goix, que ràpidament esdevingueren centres culturals i educatius de gran importància. El monestir de Haghartsin constitueix un dels exemples destacats de l’arquitectura armènia medieval. Altres centres religiosos i culturals medievals que han perdurat són els monestirs de Jukhtak Vank i Matosavank.

### Història moderna i contemporània
Els anys 1501–1502, la regió oriental d’Armènia, incloent l’actual Tavuix, fou conquerida pel recentment establert imperi safàvida de Pèrsia, liderat pel xa Ismail I. El nom de Dilidjan fou mencionat per primer cop l’any 1666 en els escrits del viatger francès Jean Chardin.
A començaments del segle XIX, les terres de l'actual Lori, Tavuix i la veïna Geòrgia foren annexionades per l’Imperi Rus, com a conseqüència del Tractat de Gulistan (1813), que posava fi a la guerra rusopersa de 1804–1813. A partir de l’annexió russa el 1801, la població de Dilidjan començà a créixer de manera sostinguda. L’any 1868 s’hi obrí la primera escola pública.
Les condicions culturals van ser especialment favorables a finals del segle XIX i començaments del XX. Durant la dècada de 1890 sorgiren diversos grups teatrals, i el 1908 s’hi inaugurà la primera biblioteca.

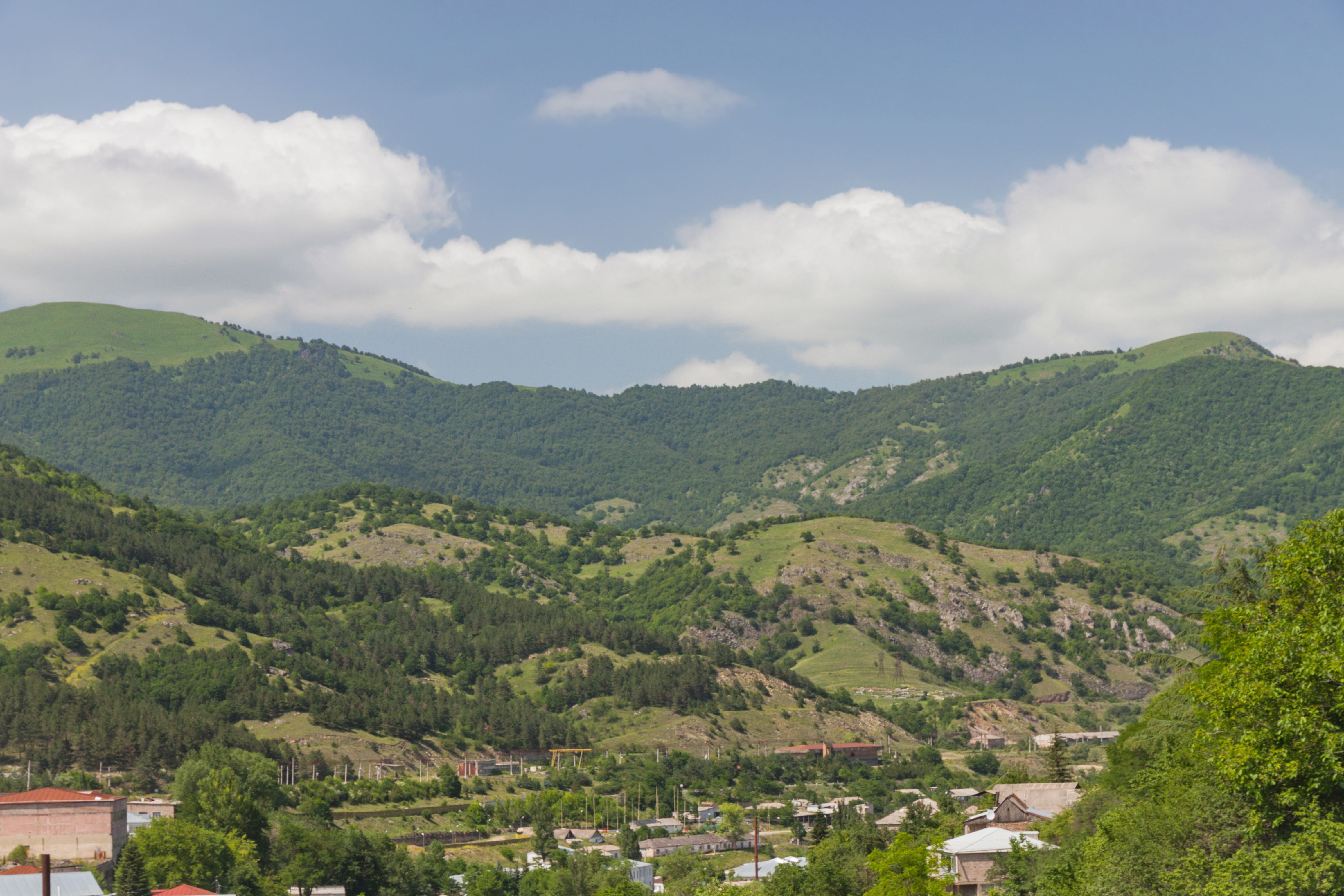
Paisatge de Dilidjan

Al llarg de la segona meitat del segle XIX, Dilidjan es consolida com un resort de muntanya reconegut. Es construïren centres d’oci i l’any 1900 s’edificà el teatre a l’aire lliure anomenat Rotonda, lloc de trobada per a la població local i per a intel·lectuals russos. En aquella època, es construeixen nombroses cases en estil arquitectònic tradicional, caracteritzades per teulades inclinades de teula, balconades ornamentades i parets emblanquinades. Aquesta estètica es difongué aviat per les poblacions de la vall del riu Agstev.
A principis del segle xx, Dilidjan esdevingué un centre destacat d’arts tradicionals com ara la metal·listeria, el teixit de catifes, les belles arts, el gravat en fusta i altres oficis populars.
Durant la batalla de Karakilisa, el maig de 1918, Dilidjan actuà com a principal base de les forces armènies, sota el comandament del general Tovmas Nazarbekian, amb el suport de Garegin Nzhdeh i Nikolay Gorganyan. Després del breu període d’independència de la República d’Armènia (1918–1920), Dilidjan passà a formar part de la República Socialista Soviètica d’Armènia. El 1930, s’integrà al nou districte d’Idjevan, fins que el 1958 fou declarat municipi de subordinació republicana.
Després de la independència d’Armènia l’any 1991, Dilidjan s’incorporà a la nova província de Tavuix, d’acord amb la reforma administrativa de 1995. Actualment, a més de ser un dels principals centres turístics de muntanya del país, Dilidjan és projectat com un centre educatiu d’abast internacional, mitjançant la creació d’escoles i institucions educatives de nivell avançat, tant per a la població local com per a estudiants estrangers.

## Geografia

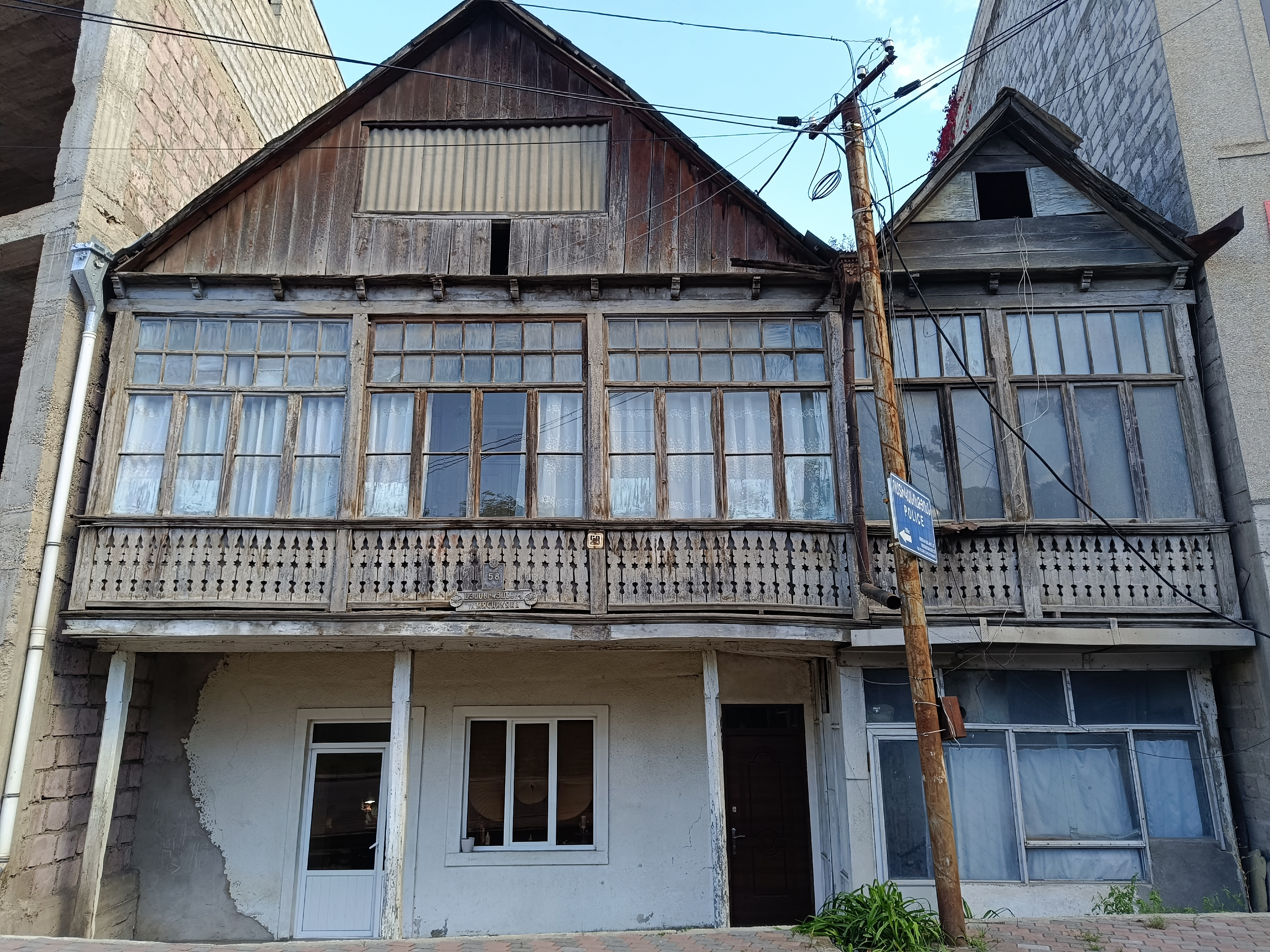
Cases de Dilidjan

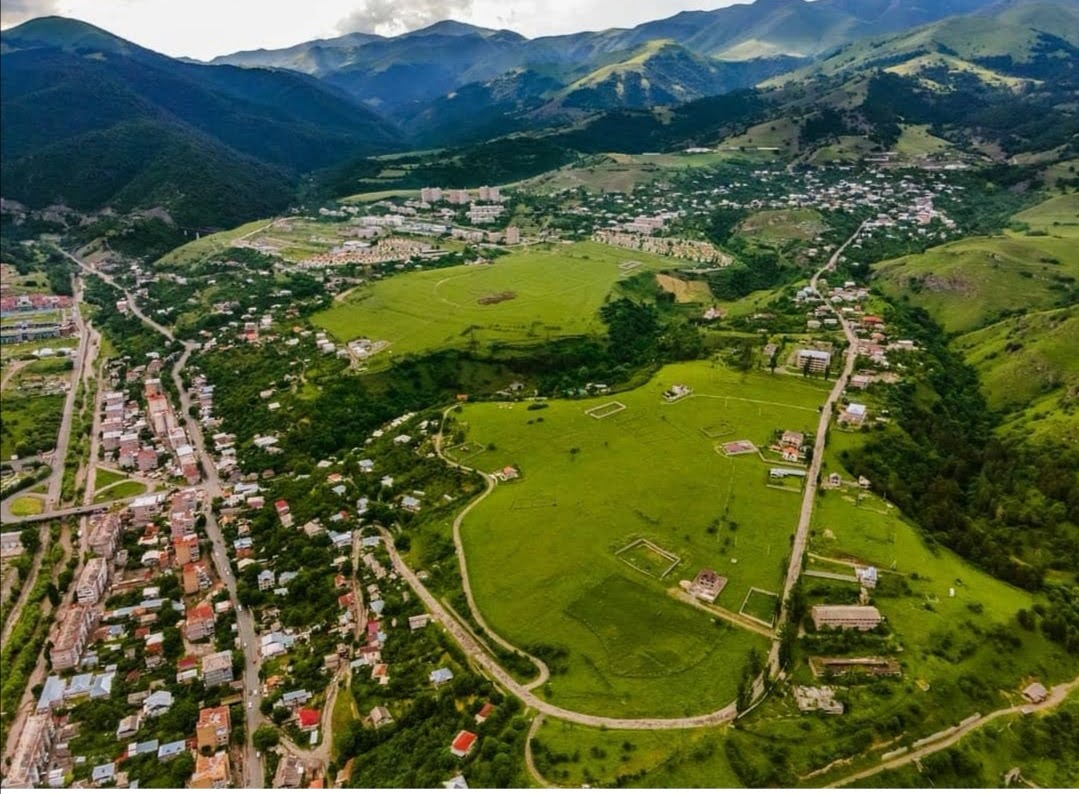
Vista aèrea de la ciutat

Dilidjan és situada a la riba del riu Agstev, amb una longitud de més de 20 quilòmetres i a una altitud de 1.500 metres sobre el nivell del mar. La vall està envoltada per les muntanyes del Petit Caucas al nord i pel coll de muntanya de Semyonovka al sud. Les zones muntanyoses —principalment les serralades de Bazum i Pambak— estan cobertes per densos boscos que s’estenen sobre un territori de més de 34.000 hectàrees. A mesura que s’ascendeix cap als cims més elevats, aquests boscos donen pas als prats alpins. A més del riu Agstev, nombrosos afluents travessen la localitat.

### Parc Nacional de Dilidjan
Els boscos de Dilidjan abasten una superfície superior a les 34.000 hectàrees. Per tal de preservar i enriquir la biodiversitat de la zona, l’any 1958 es va crear una reserva forestal estatal, que l’any 2002 fou oficialment designada com a Parc Nacional de Dilidjan. Els boscos cobreixen el 94% del territori del parc, amb prop de 40 espècies d’arbres i 18 d’arbusts, predominant-hi el roure, el faig, el carpe, l’auró, l’om i el salze, entre d’altres.
La fauna del parc també és rica i diversa, incloent-hi espècies com l’ós bru, el llop, la fagina, la llúdriga, el linx, el gat salvatge, l’esquirol persa, el liró, l’eriçó, el isard caucàsic, el cérvol comú europeu, el porc senglar, el faisà, la guatlla, la perdiu, el gall d'indi del Caspi, la tórtora, l’àguila cua-blanca, el trencalòs, les àguiles pigmees, l’àguila reial, l’esparver i moltes altres.

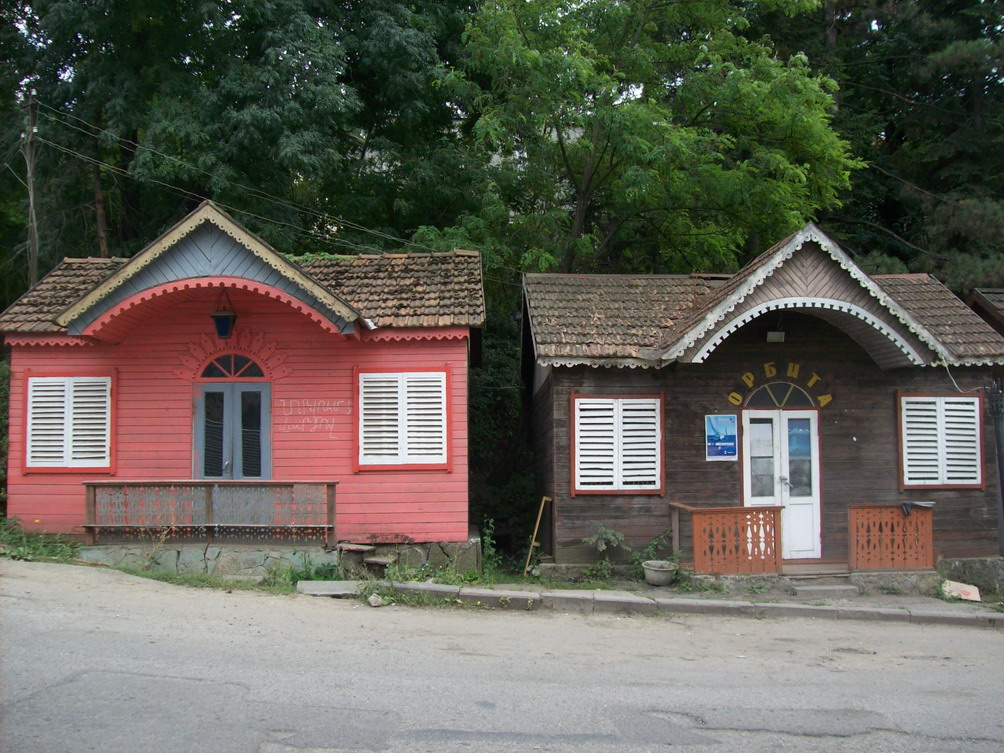
Cases tradicionals a Dilidjan

El llac Parz constitueix un dels indrets naturals més emblemàtics de Dilidjan. Està situat a la part nord de la ciutat, a una altitud de 1.400 metres sobre el nivell del mar. Té una superfície de 2 hectàrees i una profunditat mitjana de 8 metres.
A l’est del llac Parz, a una distància de 3 quilòmetres del poble de Gosh, hi ha el llac Tzlka, situat a una altitud de 1.500 metres. El riu Agstev, amb els seus nombrosos afluents, travessa la ciutat i els boscos dels voltants. Té el seu origen a la part nord-oest de la serralada del Pambak, a una altitud de 2.980 metres. El riu Agstev té una longitud total de 133 quilòmetres. Entre els seus principals afluents s’hi troben els rius Bldsan, Ghshtoghan, Haghartsin i Getik.

### Clima

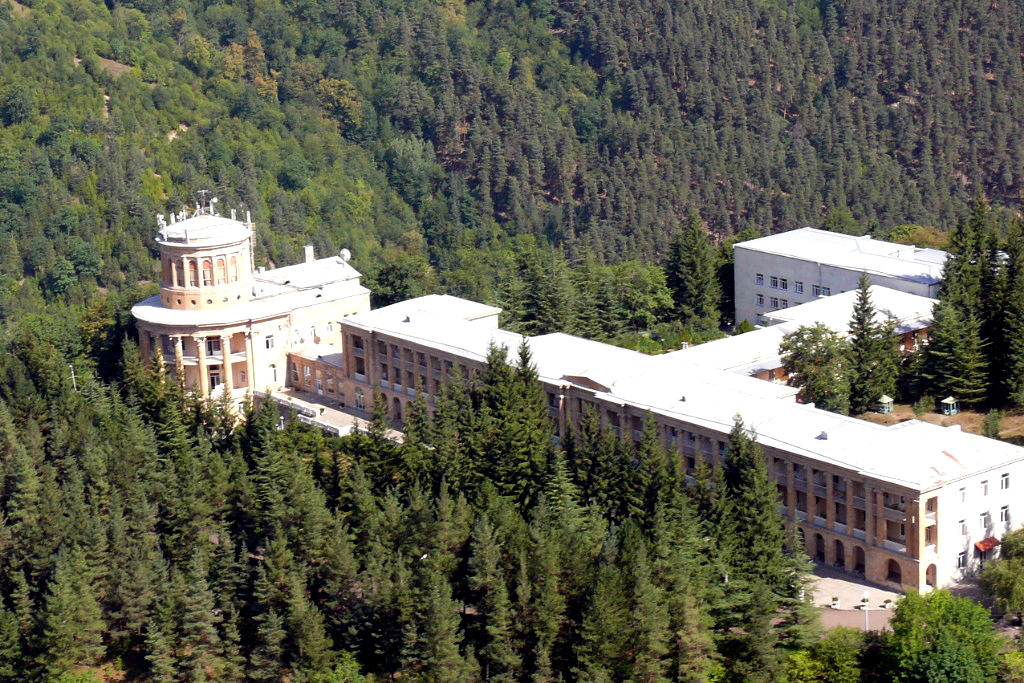
Sanatori a Dilidjan

El clima de Dilidjan es classifica com a continental humit amb estius temperats (classificació Köppen: Dfb), amb temperatures suaus a l’estiu i hiverns freds amb nevades. La ciutat presenta un clima de muntanya, amb un règim d’oxigen favorable, característiques paisatgístiques úniques i aigües minerals amb propietats curatives, fet que la converteix en una reconeguda destinació de repòs i vacances.

## Població i religió
La majoria de la població de Dilidjan és d’ètnia armènia i professa la fe de l’Església Apostòlica Armènia, sota la jurisdicció de la Diòcesi de Tavuix, amb seu a Idjevan. També hi viu una petita comunitat de russos, membres del moviment espiritual cristià conegut com els Molokans.

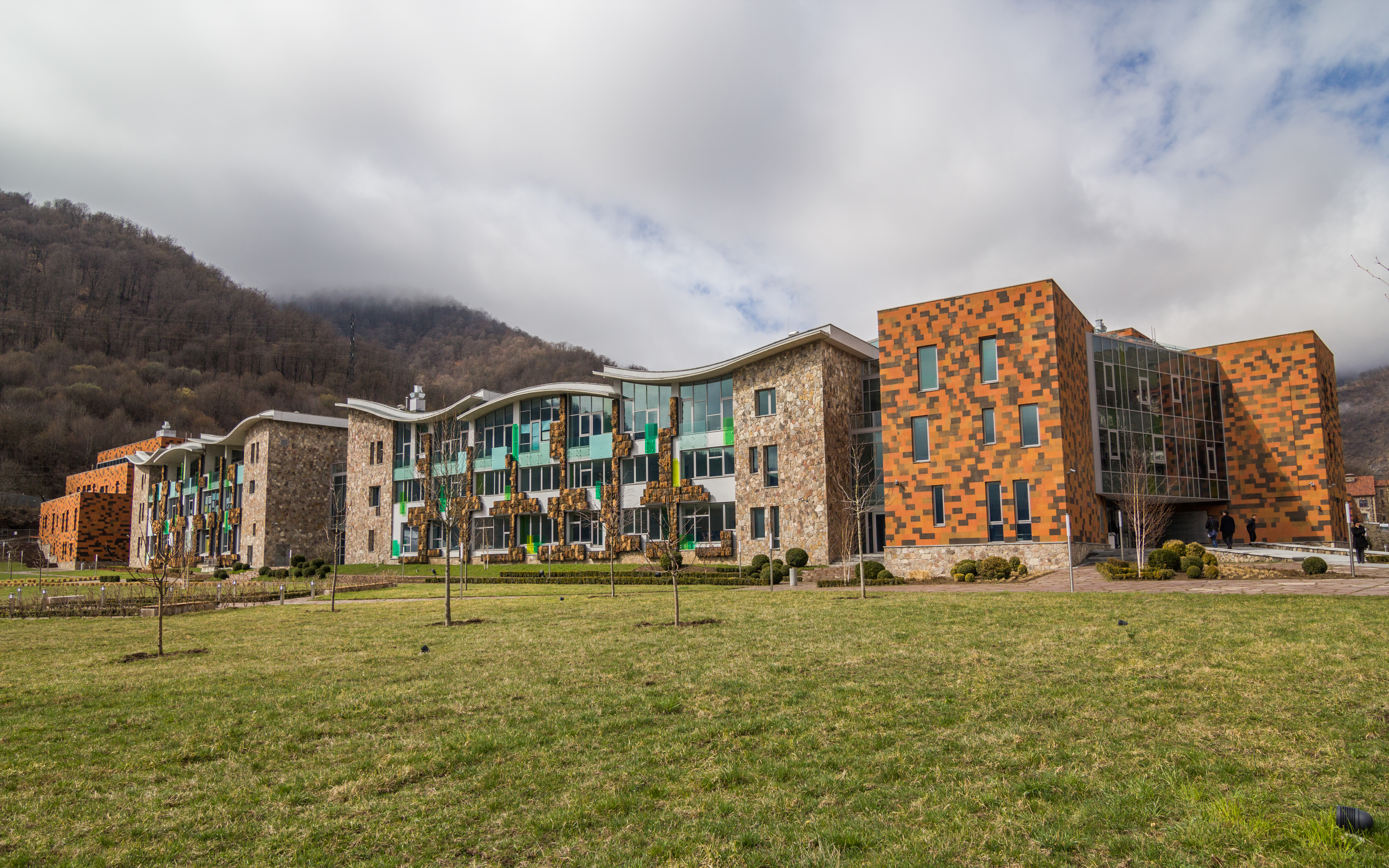
Campus del United World College de Dilidjan

Segons el cens de l’any 2011, la població de Dilidjan era de 17.712 habitants, fet que representa que va disminuir respecte als 23.700 registrats en el cens de 1989. Segons l’estimació oficial de l’any 2016, la població era d’aproximadament 16.600 habitants. D’acord amb el cens de l’any 2022, la població de Dilidjan és de 15.914 persones.
| Any  | Habitants |
| ---- | --------- |
| 1976 | 24.056    |
| 1989 | 30.433    |
| 2001 | 16.201    |
| 2011 | 17.712    |
| 2022 | 15.914    |

Dilidjan no té cap església i els serveis religiosos s'oficien al complex Tufenkian Old Dilijan. L'església està en construcció des de l'abril del 2016.

## Cultura i patrimoni

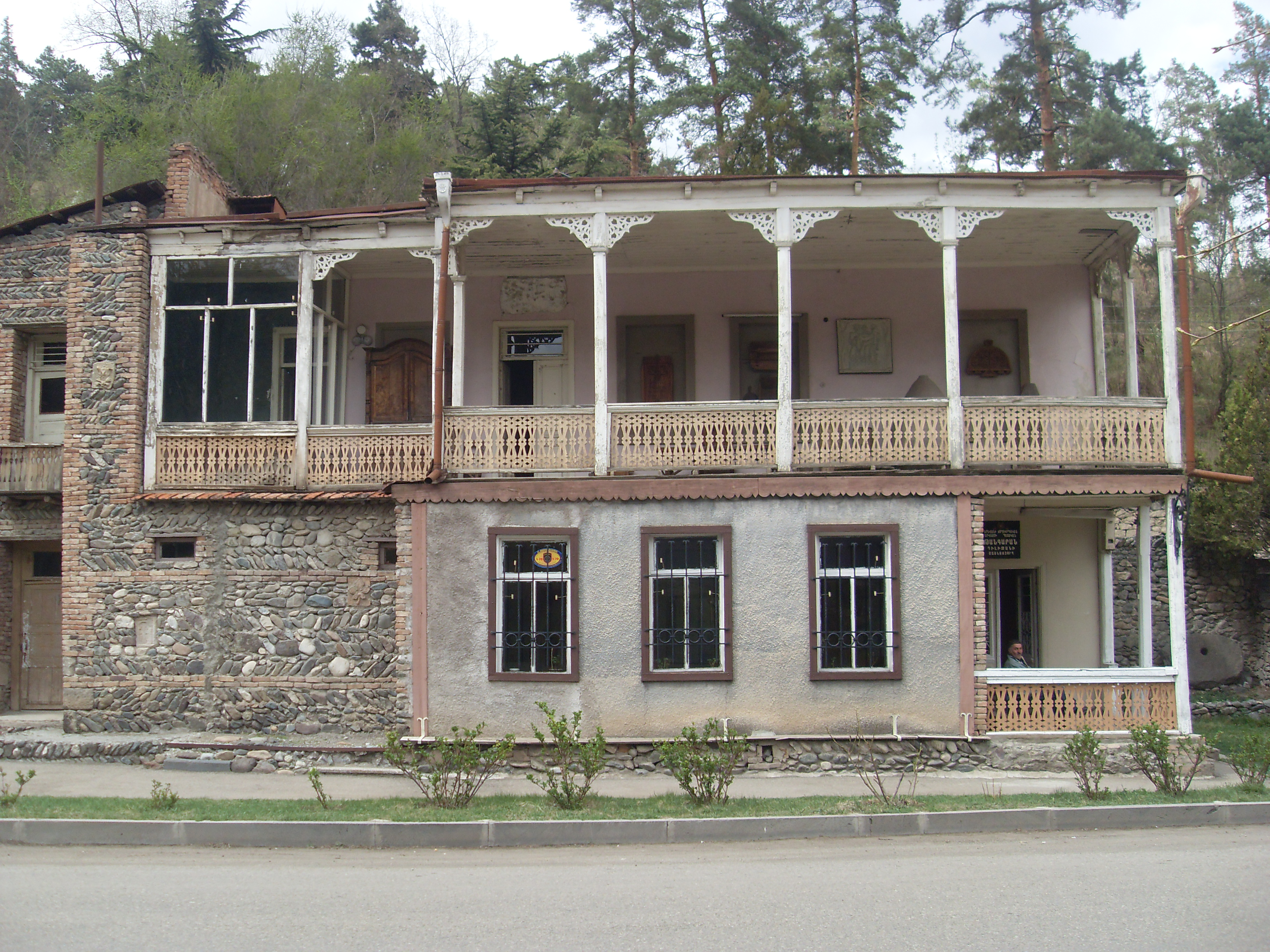
Museu de Dilidjan

Dilidjan posseeix un ric patrimoni històric i cultural. Durant les excavacions en els cementiris prehistòrics propers de Golovino i Papanino, es van descobrir objectes de bronze de gairebé tres mil anys d’antiguitat, entre els quals hi havia armadures, dagues, gerros, arracades i altres utensilis. Aquests objectes es troben exposats al Museu de Dilidjan i al Museu de l’Hermitage.

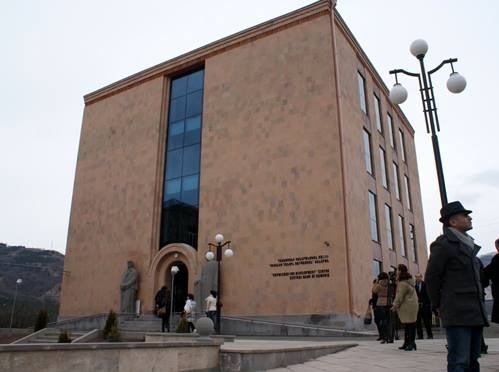
Biblioteca pública de Dilidjan

L’any 1932 es va fundar el Teatre Estatal de Dilidjan sota la direcció de l’artista honorat de l’URSS Hovhannes Sharambeyan. L’Escola de Música fou fundada l’any 1946.
El 26 de gener de 2013, la Universitat Americana d’Armènia i el Banc Central d’Armènia van inaugurar una nova biblioteca d’última generació al Centre de Coneixement per al Desenvolupament a Dilidjan. Aquell mateix dia es va obrir la delegació del Centre Tumo per a Tecnologies Creatives dins el mateix complex.

### Monuments i museus
- Museu d’art tradicional de Dilidjan: originàriament una casa residencial de la segona meitat del segle XIX, es transformà en museu l’any 1979.
- Teatre a l’aire lliure, conegut com la Rotonda: construït el 1900, se situa al centre de la ciutat. Hi van actuar artistes destacats com H. Abelian, Vahram Papazian i A. Hrachian.
- Museu de geologia de Dilidjan: inaugurat el 1952, es troba també al centre de la ciutat.

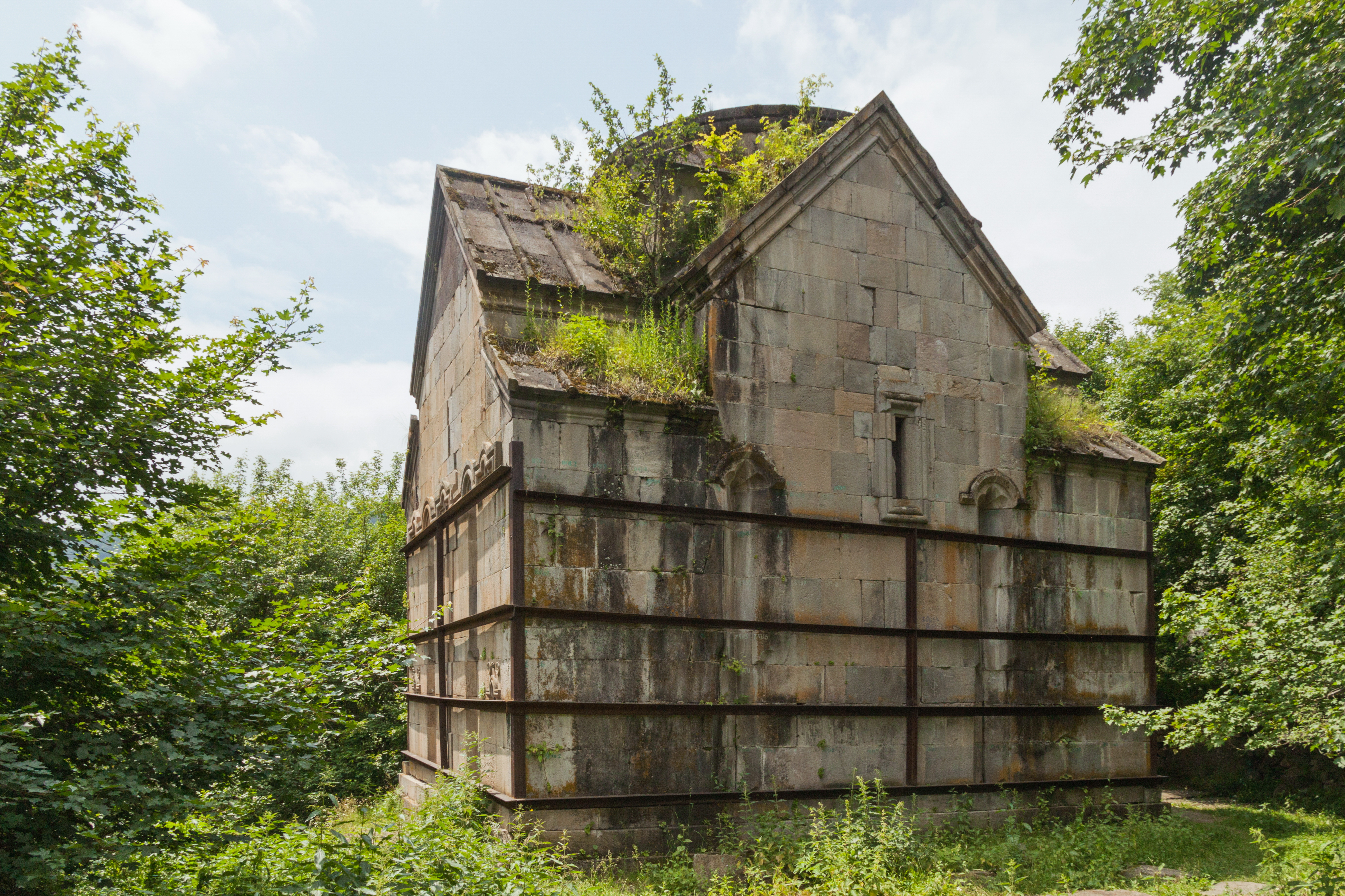
Monestir de Jukhtak

- Monestir de JukhtakMonument a l’Armènia Soviètica: construït l’any 1970 pels artistes A. Tarkhanyan, S. Avetisyan i K. Vatinyan per commemorar el 50è aniversari de la sovietització d’Armènia. Les cinc puntes del monument simbolitzen cada una de les cinc dècades.

- Monument a la Segona Guerra Mundial: construït prop del parc central l’any 1975 pels artistes K. Vatinyan i S. Mehrabyan per honorar els màrtirs locals.

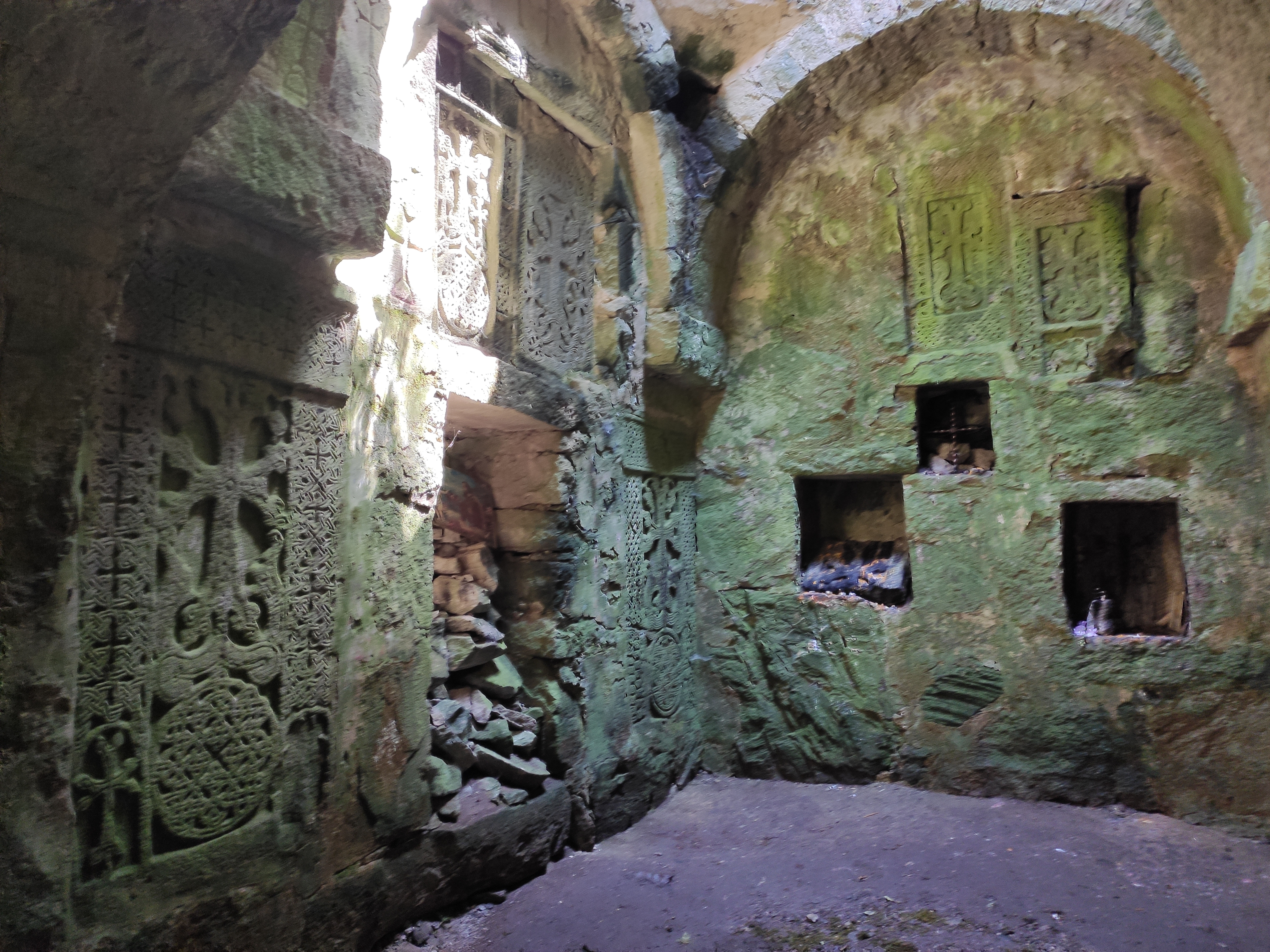
Interior del monestir de Matosavank

### Atractius turístics propers
- Monestir d’Haghartsin: un dels monestirs més populars d’Armènia, situat entre muntanyes boscoses a mitja hora de Dilidjan. Es troba en bon estat i acull un sacerdot resident que pot oferir visites guiades. El complex inclou diverses esglésies, un gran gavit, un menjador monumental, khachkars i un arbre buit de grans dimensions.
- Monestir de Goshavank: situat al nord de la ciutat i envoltat d’un poble tradicional. Es pot visitar amb l’ajuda d’un responsable que n’obre les instal·lacions. Destaca pel seu famós khachkar de filigrana, un dels més impressionants del món.
- Monestir de Jukhtak Vank: petit monestir del segle XII situat als afores de Dilidjan, a només 10 minuts a peu de la planta d’aigua mineral. Inclou dues esglésies separades (S. Astvatsatsin i S. Grigor) amb cementiris al voltant.
- Monestir de Matosavank: localitzat al bosc, enfront de Jukhtak Vank. De difícil localització i poc atractiu exteriorment, ofereix un interior fresc i cobert de molsa, creant una atmosfera mística i tranquil·la.
- Parc Nacional de Dilidjan: conegut també com la Reserva de Dilidjan, amb una extensió de 24.000 hectàrees, destaca per la seva biodiversitat, fonts d’aigües minerals medicinals i valors naturals i culturals.

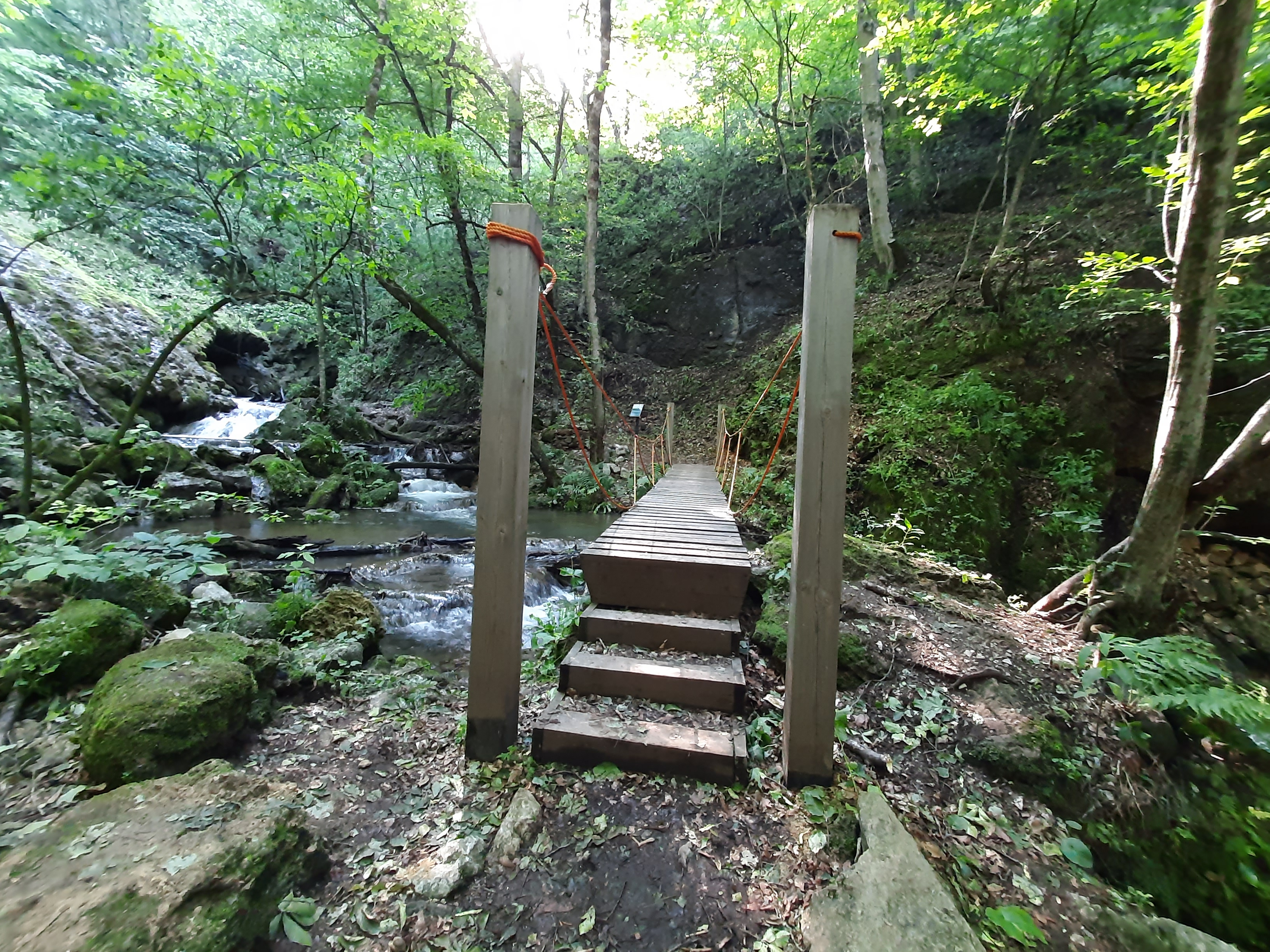
Parc Nacional de Dilidjan

- Parc Nacional de DilidjanAltres monestirs històrics: entre ells el de Sant Gregori (segle X), Sant Esteve i Santa Mare de Déu (segle XIII), amb un gran nombre de khachkars dins els seus recintes.

## Transports
Dilidjan està connectada amb Erevan i el centre d’Armènia a través de l’autopista M-4. La ciutat constitueix un punt estratègic en el trajecte entre la capital i el nord-est del país fins a la frontera amb l’Azerbaidjan.

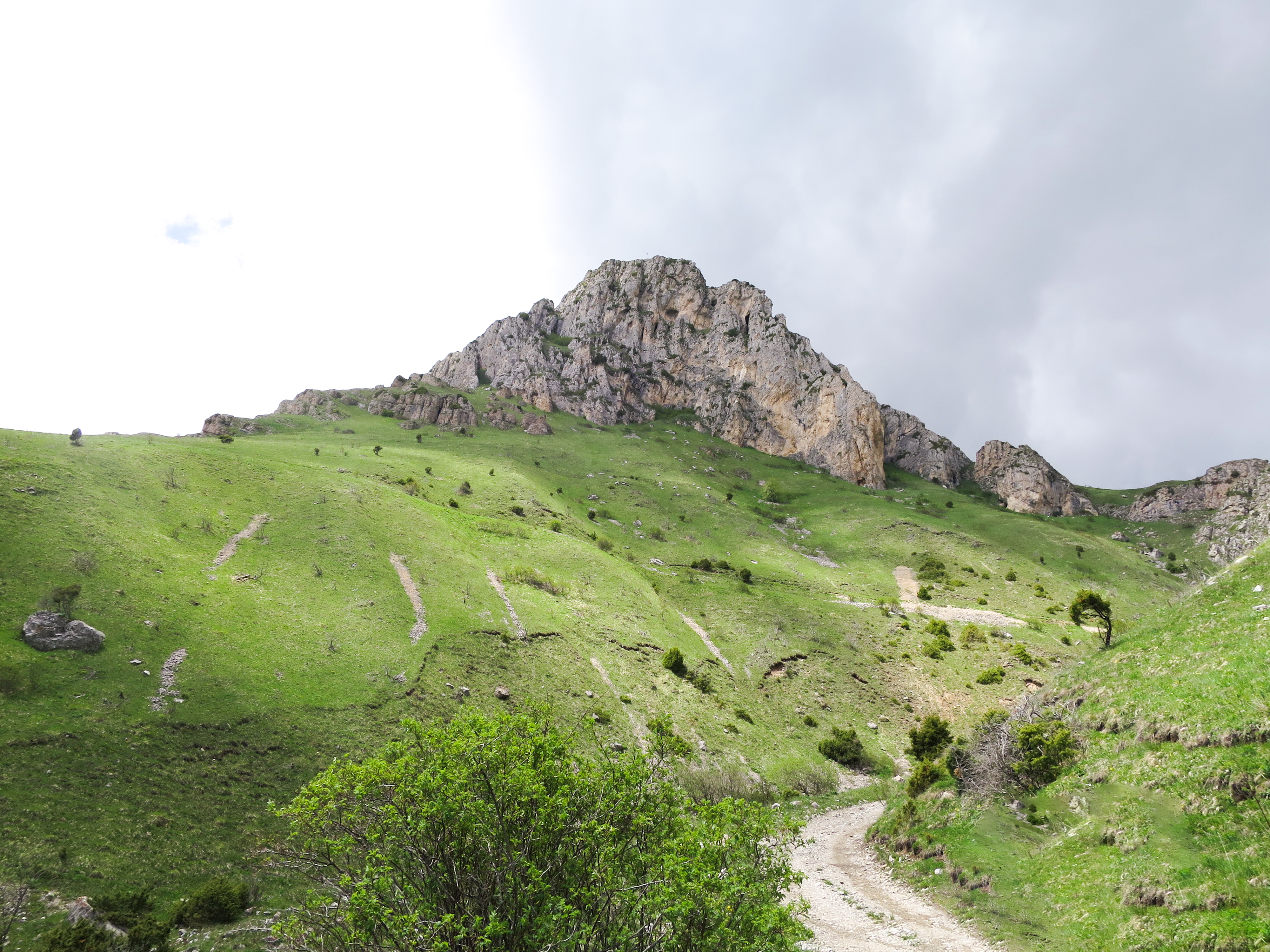
Parc Nacional

El túnel de Dilidjan, de 2,25 km de longitud, forma part d’aquesta via principal.
Als anys vuitanta, Dilidjan disposava d’estació de ferrocarril, però des de 2012 els trens de mercaderies del Ferrocarril del Caucas Sud ja no operen, a causa de la inoperativitat del tram cap a Idjevan.

## Economia

### Indústria

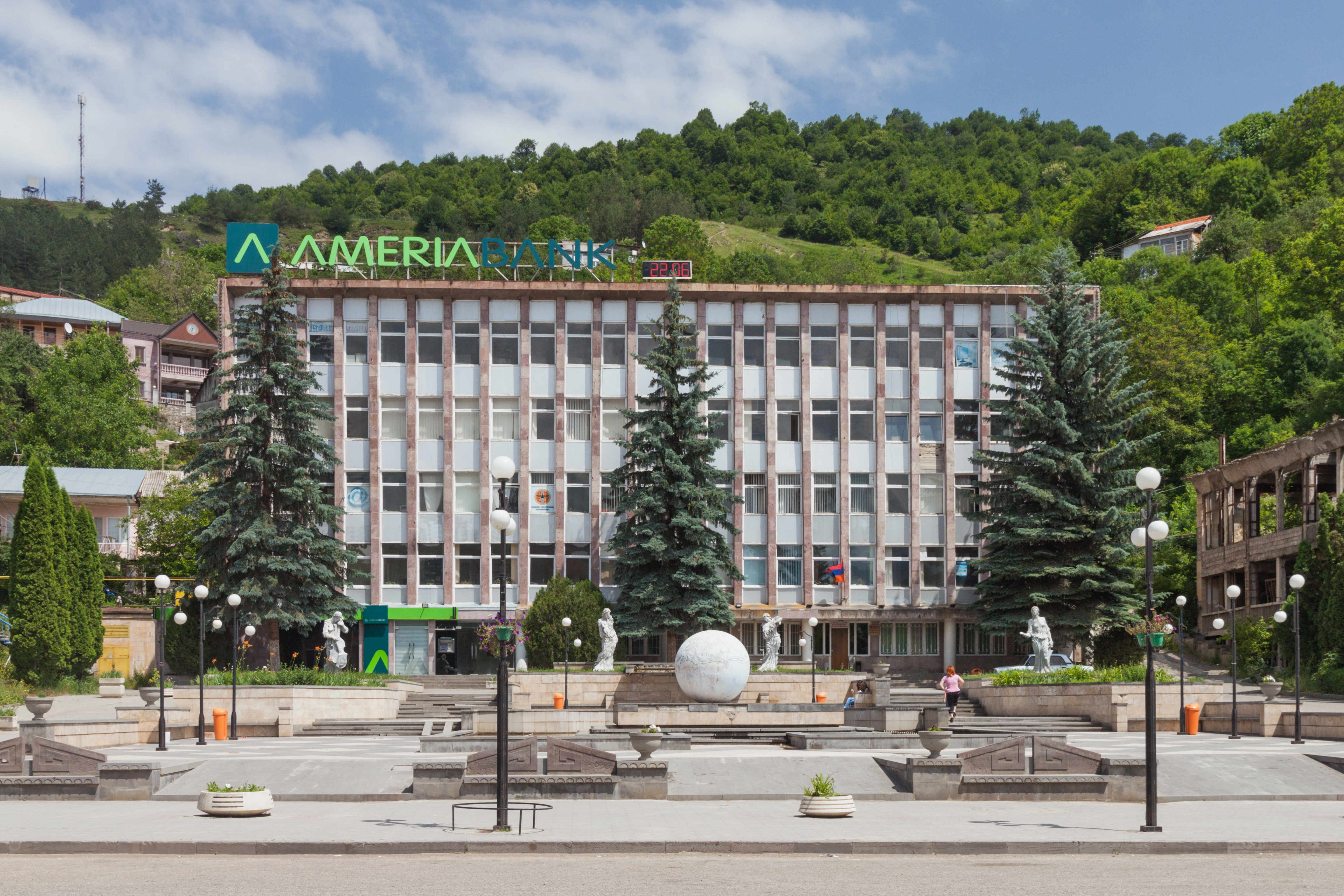
Seu d'Ameriabank de Dilidjan

Dilidjan és coneguda per la seva aigua mineral, embotellada per la planta “Dilijan Mineral Water Plant”, fundada el 1947. La ciutat també acull l’empresa “Aramara”, dedicada a la fusteria fina (des de 1993), i la fàbrica de productes lactis “Dili” (fundada el 2005).
La ciutat és reconeguda per les seves catifes fetes a mà, amb un estil propi exposat al Museu d’Art Tradicional. L’antiga fàbrica Impuls, fundada l’any 1962 durant el període soviètic i dedicada als sistemes de comunicació, fou abandonada durant la dècada de 1990 després de la desintegració de la Unió Soviètica.
El govern armeni ha anunciat plans per transformar Dilidjan en una capital financera regional, amb el trasllat de diverses operacions del Banc Central d’Armènia a la ciutat a partir de 2013.

### Turisme

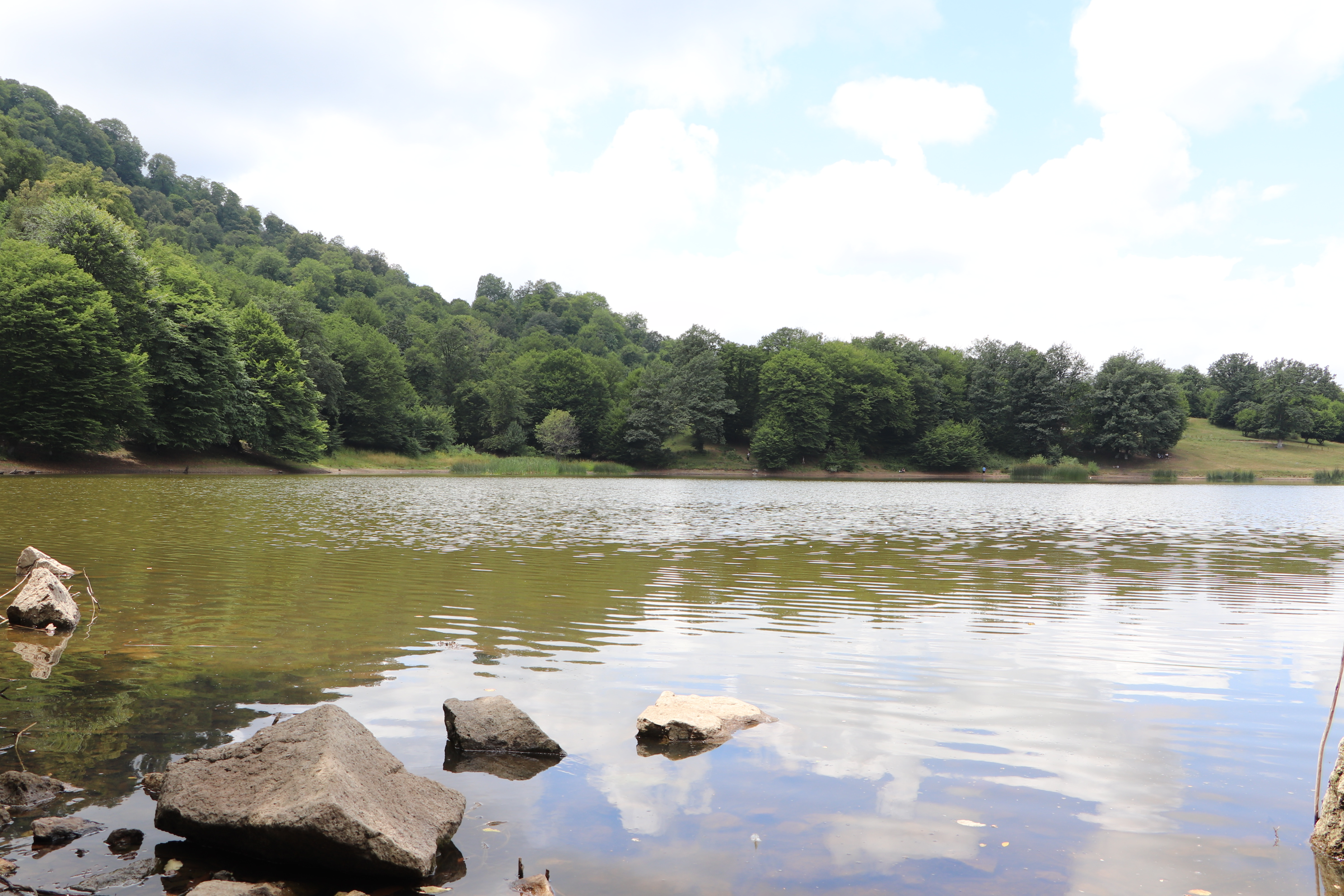
Llac Gosh al Parc Nacional

El govern armeni va anunciar l’any 2009 la seva intenció de desenvolupar Dilidjan com a centre financer del país i de la regió. Des de 2013, diverses institucions econòmiques i culturals s’han establert a la ciutat, com el centre regional bancari, el United World College Dilijan, el centre Tufenkian Old Dilijan, el teatre modern de la ciutat i el Museu de Dilidjan.
Dilidjan és una destinació preferida per a turistes locals i estrangers. Disposa de diversos hotels i balnearis d’alta categoria que permeten gaudir del Parc Nacional i dels llocs històrics. Destaquen allotjaments com Dilijani Tun (4*), Dilijan Resort, Restland Dilijan Hotel (4*), Best Western Paradise (3*), Dill Hill (3*) i d’altres.
La ciutat és coneguda també per les seves fonts d’aigua mineral de propietats curatives. L’amfiteatre central acull nombrosos festivals i esdeveniments culturals durant l’estiu.

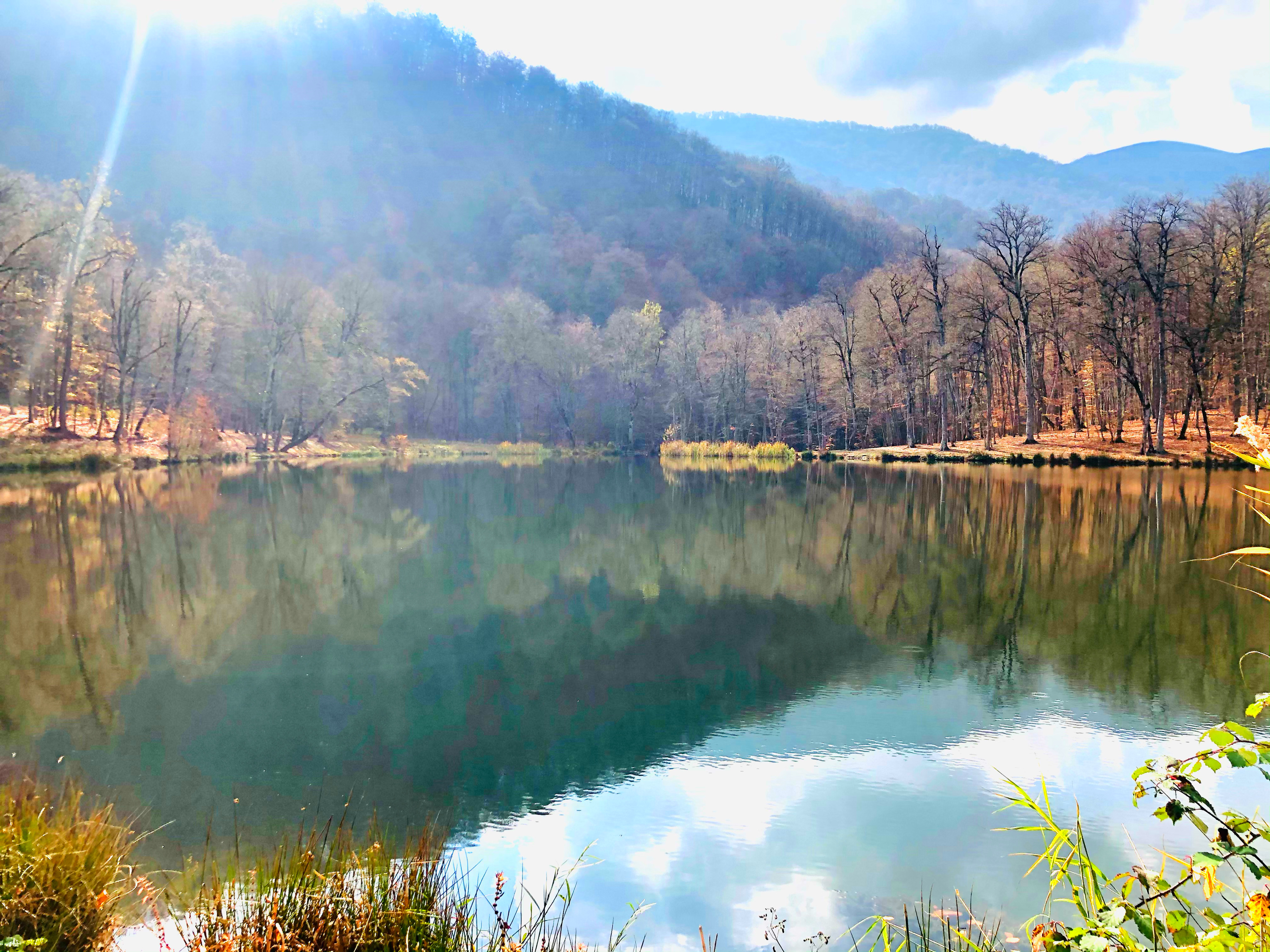
Llac Gosh

L’any 2017 es va iniciar la construcció del Transcaucasian Trail al Parc Nacional de Dilidjan. Quan estigui completat, aquest sender travessarà Armènia des de la frontera amb l’Iran fins a Geòrgia. A maig de 2020, hi havia aproximadament 100 km de sender habilitat a la regió de Dilidjan, amb rutes que passen per monestirs i paisatges naturals.

## Educació
El 2009 Dilidjan té 5 escoles públiques i 6 llars d'infants amb 2250 estudiants i 350 infants respectivament. A la ciutat hi ha una escola de música.
Dilidjan té una branca operativa de l'Acadèmia de Belles Arts Estatal de Yerevan. Hi ha tres centres de formació professionals de medicina, artesania i tecnologia.

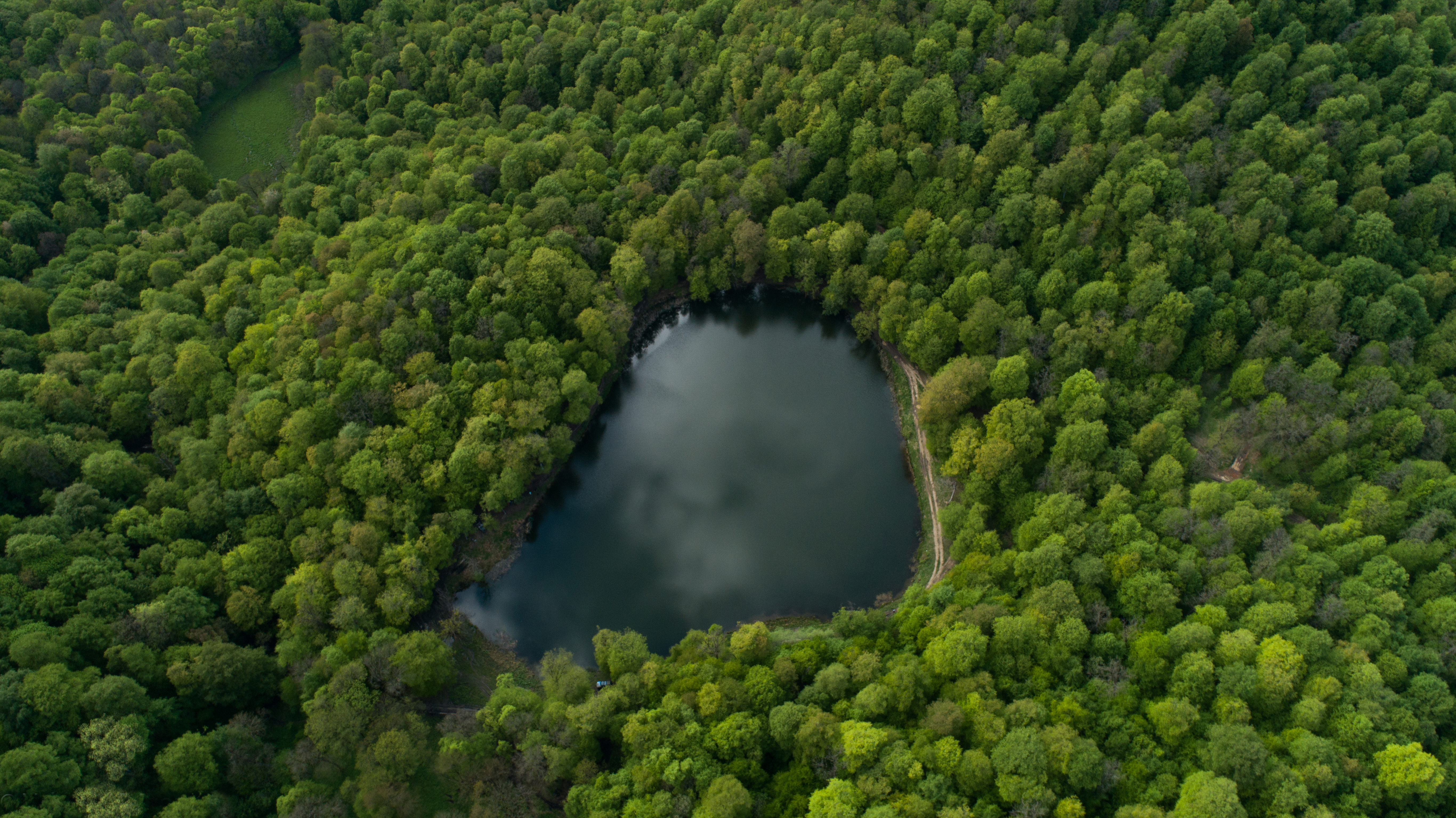

El 2013 s'hi obre el Centre d'Educació del Banc Central d'Armènia. Aquest banc té 150 treballadros a la ciutat, cosa que l'ha transformada en un centre financer regional.
El 2014 El United World College Dilijan, part dels United World Colleges obre a la ciutat. L'any 2013 es comença a construir el  nou edifici de l'Institut Central de Dilidjan que s'inaugura el 2015. L'any 2017 el Monte Melkonian Military College del Ministeri de Defensa es muda de Yerevan a Dilidjan.

## Esports

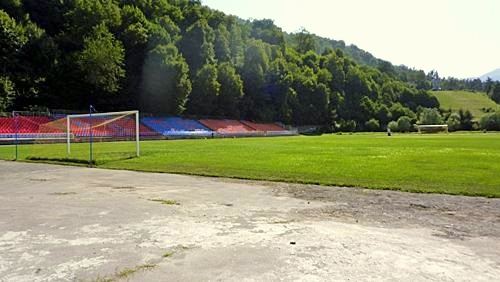
Estadi de la ciutat de Dilidjan

Dilidjan té un estadi esportiu amb una capacitat per a 2200 espectadors. L'Estadi de la Ciutat de Dilidjan és la seu del club Impuls FC. Aquest club fou fundat el 1985 i representa la ciutat en competicions armènies de futbol. El 2013 el club es fa dissoldre degut a dificultats financeres.

## Ciutats agermanades
Dilidjan està agermanada amb les ciutats:
- Delijan, Iran (2017)[11]
- Piatigorsk, Russia (2018)[12]
- Roman, Romania (2012)[13]

## Personalitats notables
- Rudolf Vatinyan (1941-2021): director de cinema armeni.[14]